# Comuna Tomelilla
Tomelilla (Tomelilla kommun) este o comună din comitatul Skåne län, Suedia, cu o populație de 12.891 locuitori (2013).

## Geografie

### Zone urbane
Lista celor mai mari zone urbane din comună (anul 2015) conform Biroului Central de Statistică al Suediei:
| Nr | Zona urbană  | Pop.  |
| -- | ------------ | ----- |
| 1  | Tomelilla    | 6.826 |
| 2  | Brösarp      | 719   |
| 3  | Onslunda     | 524   |
| 4  | Smedstorp    | 361   |
| 5  | Lunnarp      | 340   |
| 6  | Skåne-Tranås | 226   |
| 7  | Spjutstorp   | 202   |

## Demografie
| \| Evoluția demografică în comuna Tomelilla, 1970–2015 \| Evoluția demografică în comuna Tomelilla, 1970–2015 \| Evoluția demografică în comuna Tomelilla, 1970–2015 \| Evoluția demografică în comuna Tomelilla, 1970–2015 \| Evoluția demografică în comuna Tomelilla, 1970–2015 \| \| ----------------------------------------------------------------------------------------------------- \| --------------------------------------------------- \| --------------------------------------------------- \| --------------------------------------------------- \| --------------------------------------------------- \| \| An \| \| \| Locuitori \| \| \| 1970 \| 1970 \| \| 12976 \| 12976 \| \| 1975 \| 1975 \| \| 12605 \| 12605 \| \| 1980 \| 1980 \| \| 12664 \| 12664 \| \| 1985 \| 1985 \| \| 12321 \| 12321 \| \| 1990 \| 1990 \| \| 12442 \| 12442 \| \| 1995 \| 1995 \| \| 12573 \| 12573 \| \| 2000 \| 2000 \| \| 12372 \| 12372 \| \| 2005 \| 2005 \| \| 12682 \| 12682 \| \| 2010 \| 2010 \| \| 12914 \| 12914 \| \| 2015 \| 2015 \| \| 13132 \| 13132 \| \| Sursa: SCB - Statistika Centralbyrån, Folkmängd efter region, civilstånd, ålder och kön. År 1968–2016 \| \| \| \| \| |      |  |           |       |
| Evoluția demografică în comuna Tomelilla, 1970–2015 |      |  |           |       |
| An |      |  | Locuitori |       |
| 1970 | 1970 |  | 12976     | 12976 |
| 1975 | 1975 |  | 12605     | 12605 |
| 1980 | 1980 |  | 12664     | 12664 |
| 1985 | 1985 |  | 12321     | 12321 |
| 1990 | 1990 |  | 12442     | 12442 |
| 1995 | 1995 |  | 12573     | 12573 |
| 2000 | 2000 |  | 12372     | 12372 |
| 2005 | 2005 |  | 12682     | 12682 |
| 2010 | 2010 |  | 12914     | 12914 |
| 2015 | 2015 |  | 13132     | 13132 |
| Sursa: SCB - Statistika Centralbyrån, Folkmängd efter region, civilstånd, ålder och kön. År 1968–2016 |      |  |           |       |